# Foederatus
Foederatus (flertal: foederati; også fœderatus) er en latinsk betegnelse hvis definition ændrede betydning fra tidligt i den romerske republik til slutningen af det vestromerske rige. Ordet "foederatus" har dannet roden i ordet "føderalisme", og "føderation" som oprindeligt indikerede en bindende traktat af gensidig assistance mellem Rom og et andet folk på fast basis.

## Foedera
På republikkens tid
I den tidlige historie var foederatus et stammefolk der havde sluttet traktat (foedus) med Rom. Det omfattede ikke romerske kolonier, og den pågældende stamme fik heller ikke tildelt romersk statsborgerskab (civitas). foederati var dertil forpligtet til militær bistand, og til at stille op med et kontingent af soldater til egentlige hærtogter . I denne tid, århundrederne før vor tidsregning, foregik Roms magtkampe mestendels på den italiske halvø, og de fødererede stammer tilhørte det man i dag kalder italikere. Latini-stammerne udgjorde kernen i dette politiske system, de resterende var foederati, mindre formelt kaldet socii.
Under den romerske republik førte misforholdet mellem disse traktatforpligtelser uden tilsvarende fordele som romerske borgere havde, til forbundsfællekrigen mellem romerne, og nogle få af de allierede, og de misfornøjede socii. En lov fra 90 f.Kr. (Lex Julia) gav romersk borgerskab til føderate stater som accepterede kravene. Ikke alle byer (f.eks. Herakleia og Napoli) var beredte til at blive absorberet i den romerske res publica. Andre foederati lå udenfor Italien: Gades i Hispania og Massilia i Gallia Narbonensis.
På imperiets tid
Senere blev det politiske redskab foederati benyttet som en form for subsidiering af barbariske stammer – som inkluderede attacotti, frankerne, vandalerne, alanerne og, mest kendt, vestgoterne. De omsiggribende militære engagementer i det 4.-5. århundrede tvang nærmest romerne til at stole mere på foederati, selvom en sådan formulering ikke kan eftervises i de skriftlige kilder. Inden det 5. århundrede blev Romerriget delt. Det vestromerske rige mistede sit vigtigste indkomme til frankerne, og det kan eftervises at den vestromerske militære styrke næsten udelukkende blev baseret på foederati-enheder, endog inklusiv frankerne!
Frankerne blev foederati i 358 da Julian den Frafaldne lod dem beholde områderne i det nordlige Gallien som var blevet affolket i løbet af det foregående århundrede. Romerske soldater beskyttede stadig Rhinen og havde store arméer 160 km syd og vest for Rhinen. Frankiske bosættelser blev etableret i området nord og øst for romerne og hjalp romerne med forsvaret. Da forsvaret ved grænsen til Rhinen brød sammen i vinteren 406 og 407 og både romere og frankere blev besejret af vandaler og alaner var det samtidig slut på den romerske tilstedeværelse ved Rhinen.
I 376 bad vestgoterne kejser Valens om at få lov til at slå sig ned på Donaus sydlige bred, og blev sluppet ind i imperiet som dediticii. Det følgende år rejste vestgoterne sig i et oprør og vandt en stor sejr over romerne i slaget ved Adrianopel (378). År 382 indgik så Fritigern en foedus med kejser Theodosius. I 395 gik vestgoterne igen i oprør under ledelse af Alarik.
På dette tidspunkt var en af de vigtigste senromerske generaler en vandal ved navn Stilicho; hans forældre var også foederati.
I 451 blev hunnerkongen Attila, besejret af en romersk hær udelukkende baseret på foederati (som inkluderede vestgoterne og alanerne). Attilas hær bestod i øvrigt også af alaner, vandaler og goter – udover hunner. Kort efter gav foederati selv nådestødet til det døende Romerrige, da deres kommandant Odoaker i 476 afsatte den sidste vestromerske kejser Romulus Augustulus.
Sociologiske overvejelser
I begyndelsen bestod den romerske betaling af penge eller mad. De romerske skatteindtægter blev udhulet i løbet af det 4. og 5. århundrede, og den økonomiske byrde blev tillagt lokale godsejere. Store lokale godsejere som levede i fjerne grænseprovinser i omfattende og stort set selvforsynende villaer, blev således yderligere svækket i deres loyalitet – som allerede var anstrengt på grund af andre konflikter – til centralmagten, og i denne tid begyndte romerriget også at smuldre i mindre og mindre territorier.